# Запогостье
Запогостье — деревня в Нерехтском районе Костромской области. Входит в состав Ёмсненского сельского поселения.

## География
Находится в юго-западной части Костромской области на расстоянии приблизительно 11 км на юг-юго-восток по прямой от районного центра города Нерехта.

## История
Известна с 1872 года, когда здесь был учтен 31 двор, в 1907 году отмечено было 33 двора.

## Население
Постоянное население составляло 178 человек (1872 год), 176 (1897), 161 (1907), 5 в 2002 году (русские 100 %), 6 в 2022.